# David Harbour
Pour les articles homonymes, voir Harbour.
David Harbour [ˈdeɪvɪd ˈhɑɹbɚ] est un acteur américain, né le 10 avril 1975 à New York.

## Biographie

### Jeunesse et formation
Il sort diplômé du Dartmouth College à Hanover (New Hampshire) en 1997.

### Carrière
Il fait ses débuts à Broadway en 1999 dans la reprise de The Rainmaker (en) de N. Richard Nash et à la télévision dans As the World Turns et New York, police judiciaire.
En 2005, il est nommé pour un Tony Award pour sa performance dans Qui a peur de Virginia Woolf ?. Il joue également dans les films Le Secret de Brokeback Mountain et La Guerre des mondes
En 2008, il tient le rôle de l'agent de la CIA Gregg Beam dans Quantum of Solace et joue sous la direction de Sam Mendes dans Les Noces rebelles avec Leonardo DiCaprio et Kate Winslet.
En 2011, il tient le rôle récurrent de l'agent du MI6 Roger Anderson dans la série de télévision Pan Am diffusé sur ABC, mais la série est annulée l'année suivante après une saison. il enchaîne avec la série The Newsroom.
En 2014, il est un des acteurs principaux de la série dramatique historique Manhattan.
Depuis 2016, il joue dans la série Stranger Things, dans laquelle il incarne Jim Hopper. La série est diffusée sur Netflix.
Lors du San Diego Comic-Con de 2019, il est annoncé dans le rôle d'Alexei Shostakov pour le film Black Widow, sorti en 2021, aux côtés de Scarlett Johansson, Florence Pugh et Rachel Weisz.

### Vie privée
En janvier 2018, il est en couple avec l'actrice et chanteuse américaine Alison Sudol,. Ils se séparent un an après.
Il officialise ensuite sa relation avec la chanteuse Lily Allen en octobre 2019, le couple se marie à Las Vegas en septembre 2020. Ils annoncent leur séparation en février 2025 après quatre ans de mariage.

## Filmographie

### Cinéma

#### Années 2000
- 2004 : Dr Kinsey (Kinsey) de Bill Condon : Robert Kinsey
- 2005 : Le Secret de Brokeback Mountain (Brokeback Mountain) d'Ang Lee : Randall Malone
- 2005 : La Guerre des mondes (War of the Worlds) de Steven Spielberg : Un docker
- 2005 : Confess (en) de Stefan Schaefer (en) : Agent du FBI McAllister
- 2006 : Shut Up and Sing : David
- 2007 : Awake de Joby Harold (en) : Dracula
- 2008 : Quantum of Solace de Marc Forster : Gregg Beam
- 2009 : Jeux de pouvoir (State of Play) de Kevin Macdonald : Red-Six
- 2009 : Les Noces rebelles de Sam Mendes : Shep Campbell

#### Années 2010
- 2010 : Every Day (en) de Richard Levine : Brian
- 2011 : The Green Hornet de Michel Gondry : Scanlon
- 2011 : W.E. de Madonna : Ernest
- 2011 : Thin Ice (en) de Jill Sprecher : Bob Egan
- 2011 : Isolation : Dr Sloan
- 2012 : End of Watch de David Ayer : Van Hauser
- 2012 : Between Us (en) de Dan Mirvish (en) : Joel
- 2012 : Knife Fight de Bill Guttentag : Stephen Green
- 2013 : Infiltré (Snitch) de Ric Roman Waugh : Jay Price
- 2013 : Parkland de Peter Landesman : Gordon Shaklin
- 2014 : Equalizer (The Equalizer) d'Antoine Fuqua : Inspecteur Frank Masters
- 2014 : X/Y (en) de Ryan Piers Williams : Todd
- 2014 : Balade entre les tombes (A Walk Among the Tombstones) de Scott Frank : Ray
- 2015 : Strictly Criminal (Black Mass) de Scott Cooper : John Morris
- 2016 : Suicide Squad de David Ayer : Dexter Tolliver
- 2017 : Sleepless de Baran bo Odar : Doug Dennison
- 2017 : Human Affairs de Charlie Birns : Ronnie
- 2019 : Hellboy de Neil Marshall : Hellboy

#### Années 2020
- 2020 : Tyler Rake (Extraction) de Sam Hargrave : Gaspar
- 2021 : Black Widow de Cate Shortland : Alexei Shostakov / le Red Guardian
- 2021 : No Sudden Move de Steven Soderbergh : Matthew Wertz Sr.
- 2022 : Violent Night de Tommy Wirkola : le père Noël
- 2023 : We Have a Ghost de Christopher Landon : Ernest
- 2023 : Gran Turismo de Neill Blomkamp : Jack Salter
- 2025 : A Working Man de David Ayer : Gunny Lefferty
- 2025 : Thunderbolts* de Jake Schreier : Alexei Shostakov / le Red Guardian
- 2026 : Avengers: Doomsday d'Anthony et Joe Russo : Alexei Shostakov / le Red Guardian

### Films d'animation
- 2025 : Une nuit au zoo (Night of the Zoopocalypse) : Dan (voix originale)

### Télévision

#### Séries télévisées
- 1999 - 2001 : As the World Turns :
- 1999 : New York, police judiciaire (Law and Order) (saison 10, épisode 7) :  Mike
- 2002 : New York, unité spéciale (Law and Order : Special Victims Unit) (saison 4, épisode 7) : Terry Jessup
- 2003 : Le Justicier de l'ombre (Hack) : Christopher Clark
- 2004 : New York, section criminelle (Law and Order : Criminal Intent) (saison 4, épisode 8) : Wesley John Kenderson
- 2006 : The Book of Daniel : Kevin Warwick
- 2007 : The Unit : Commando d'élite (The Unit) : Gary Weber
- 2008 : New York, police judiciaire (saison 18, épisode 12) : Jay Carlin
- 2009 : New York, section criminelle (saison 8, épisode 9) : Paul Devildis
- 2009 : Lie to Me : Frank Ambrose
- 2009 : Royal Pains : Dan Samuels
- 2011 - 2012 : Pan Am : Roger Anderson
- 2012 : Blue : Cooper
- 2012 : Elementary : Dr Mason Baldwin
- 2012 - 2014 : The Newsroom : Elliot Hirsch
- 2014 : Manhattan : Reed Akley
- 2014 : Rake : David Potter
- 2014 - 2015 : State of Affairs : David Patrick
- 2015 : Banshee : Robert Dalton
- 2016 : Crisis in Six Scenes : Vic
- 2016 - présent : Stranger Things : Jim Hopper
- 2018 : Drunk History : Un soldat du Vietnam
- 2018 : Animals. : Hawk (voix)
- 2020 : Les Simpson (The Simpsons) : Fred Kranepool (voix)
- 2021 : Star Wars : Visions : Tajin Crosser (voix)
- 2021 : Les Green à Big City (Big City Greens) : Rick (voix)
- 2021 : Queer Force : Agent Rick Buck (voix)
- 2024 : Creature Commandos : Eric Frankenstein (en) (voix)

## Distinctions

### Récompenses
- Festival international du film de Palm Springs 2009 : meilleure distribution pour Les Noces rebelles partagé avec Leonardo DiCaprio, Kate Winslet, Michael Shannon, Kathryn Hahn, Kathy Bates, Dylan Baker et Zoe Kazan.
- Woods Hole Film Festival 2013 : meilleur acteur pour Between Us (en)
- Savannah Film Festival 2016 : Prix Virtuoso.
- Screen Actors Guild Awards 2017 : Meilleure distribution pour une série dramatique pour Stranger Things partagé avec Millie Bobby Brown, Cara Buono, Joe Chrest, Natalia Dyer, Charlie Heaton, Joe Keery, Gaten Matarazzo, Caleb McLaughlin, Matthew Modine, Rob Morgan, John Reynolds, Winona Ryder, Noah Schnapp, Mark Steger et Finn Wolfhard.
- Critics' Choice Movie Awards 2018 : Meilleur acteur dans un second rôle dans une série télévisée dramatique pour Stranger Things
- Online Film & Television Association Awards 2018 : meilleur acteur dans un second rôle dans une série télévisée dramatique pour Stranger Things
- CinemaCon 2019 : star d'action de l'année

### Nominations
- Tony Awards 2005 : Meilleur acteur dans un second rôle dans une pièce de théâtre pour Qui a peur de Virginia Woolf ?
- Fangoria Chainsaw Awards 2017 : meilleur acteur TV dans un second rôle dans une série télévisée dramatique pour Stranger Things
- Gold Derby Awards 2017 : meilleur acteur dramatique dans un second rôle dans une série télévisée dramatique pour Stranger Things
- iHorror Awards 2017 : meilleur acteur dans une série télévisée d'horreur pour Stranger Things
- Online Film & Television Association Awards 2017 : meilleur acteur dans un second rôle dans une série télévisée dramatique pour Stranger Things
- Primetime Emmy Awards 2017 : Meilleur acteur dans un second rôle dans une série télévisée dramatique pour Stranger Things
- Gold Derby Awards 2018 : meilleur acteur dramatique dans un second rôle dans une série télévisée dramatique pour Stranger Things
- Golden Globes 2018 : Meilleur acteur dans un second rôle dans une série, une mini-série ou un téléfilm pour Stranger Things
- Primetime Emmy Awards 2018 : Meilleur acteur dans un second rôle dans une série télévisée dramatique pour Stranger Things
- Screen Actors Guild Awards 2018 :
  - Meilleure distribution pour une série dramatique pour Stranger Things  partagé avec Sean Astin, Millie Bobby Brown, Cara Buono, Joe Chrest, Catherine Curtin, Natalia Dyer, Charlie Heaton, Joe Keery , Gaten Matarazzo, Caleb McLaughlin, Dacre Montgomery, Paul Reiser, Winona Ryder, Noah Schnapp, Sadie Sink et Finn Wolfhard.
  - Meilleur acteur dans une série dramatique pour Stranger Things
- Gold Derby Awards 2019 : meilleur acteur dramatique de la décade dans un second rôle dans une série télévisée dramatique pour Stranger Things
- Screen Actors Guild Awards 2019 :
  - Meilleur acteur dans une série dramatique pour Stranger Things
  - Meilleure distribution pour une série dramatique pour Stranger Things
- Razzie Awards 2020 : Pire acteur dans un film fantastique pour Hellboy
- Gold Derby Awards 2022 : meilleur acteur dramatique dans un second rôle dans une série télévisée dramatique pour Stranger Things
- Online Film & Television Association Awards 2022 : meilleur acteur dans un second rôle dans une série télévisée dramatique pour Stranger Things